# Lucius Roscius Aelianus Maecius Celer
Lucius Roscius Aelianus Maecius Celer war ein römischer Senator des späten 1. und frühen 2. Jahrhunderts n. Chr. 
Seine Karriere ist durch eine Ehreninschrift aus Tivoli überliefert, die von seinem Freund Gaius Vecilius Probus errichtet wurde. 
Maecius Celer begann seine Karriere vermutlich als Decemvir stlitibus iudicandis, ein frühes Amt im Vigintivirat, obwohl die Reihenfolge der Ämter in der Inschrift nicht eindeutig chronologisch ist. Anschließend diente er als Militärtribun der Legio IX Hispana. Im Jahr 83 führte er eine Vexillation dieser Legion im Chattenkrieg Kaiser Domitians in den Rheinlanden. Für seine Verdienste wurde er mit hohen militärischen Auszeichnungen geehrt: einer corona vallaris und corona muralis, zwei vexilla argentea (silberne Standarten) und zwei hastae purae (zeremonielle Lanzen).
Danach war er Quaestor Augusti unter Domitian, dessen Name in der Inschrift aufgrund der damnatio memoriae nicht erwähnt wird. Es folgten die Ämter des Volkstribuns und des Praetor. Im Jahr 100 amtierte Maecius Celer zusammen mit Tiberius Claudius Sacerdos Iulianus als Suffektkonsul. Später, vermutlich um 117/118 n. Chr., diente er als Prokonsul der Provinz Africa.
Maecius Celer war Bürger von Tibur, wo er das Priesteramt eines Saliers bekleidete. Seine Tribus Quirina zeigt jedoch, dass er nicht aus Tibur stammte, da die Stadt der Tribus Camilia angehörte. Auch Brixia, wo seine Nachkommen begütert waren, scheidet als Heimatstadt aus, da diese zur Tribus Fabia gehörte. Möglicherweise war Maecius Celer der facundus Aelianus, der dem Dichter Martial einen Wagen schenkte. Wahrscheinlich war er der Sohn eines Marcus Maecius Celer, Bruder des gleichnamigen Konsuls von 101, und wurde von einem Roscius Aelianus adoptiert.